# Ореховский сельский совет (Луганская область)
Ореховский сельский совет (укр. Оріхівська сільська рада) — входит в состав
Лутугинского района
Луганской области
Украины.

## Населённые пункты совета
- с. Круглик
- с. Новобулаховка
- с. Ореховка
- с. Шёлковая Протока

## Адрес сельсовета
92040, Луганская обл., Лутугинский р-н, с. Ореховка, ул. Ленина, 294; тел. 98-5-36